# Herc
Hertz [hêrc] ali herc (oznaka Hz) je izpeljana enota SI za frekvenco. Imenovana je v čast nemškemu fiziku Heinrichu Rudolfu Hertzu in njegovim pomembnim prispevkom na področju elektrike in magnetizma.
En hertz ustreza »enemu (dogodku) na sekundo«, izraženo v osnovnih enotah je to s−1. Enoto lahko uporabimo za kakršenkoli periodičen pojav, npr. nihaj pri nihanju ali valovanju.

## Večkratniki mednarodnega sistema enot
| 1 kilohertz | kHz | 103 Hz  | 1 000 Hz     |  |
| 1 megahertz | MHz | 106 Hz  | 1 000 Hz     |  |
| 1 gigahertz | GHz | 109 Hz  | 1 000 Hz     |  |
| 1 terahertz | THz | 1012 Hz | 1 000 000 Hz |  |
| 1 petahertz | PHz | 1015 Hz | 1 000 Hz     |  |
| 1 eksahertz | EHz | 1018 Hz | 1 000 Hz     |  |